# 2022年ウォロディミル・ゼレンスキーのアメリカ合衆国訪問
2022年12月21日、ウクライナ大統領のウォロディミル・ゼレンスキーがアメリカ合衆国を訪問した。
訪問中にゼレンスキーはアメリカ合衆国大統領のジョー・バイデンと会談し、アメリカ合衆国議会合同会議で演説を行った。アメリカ合衆国国務長官のアントニー・ブリンケンはゼレンスキーの訪問に先立ち、ウクライナに対して18億5000万ドルの軍事支援を発表した。

## 背景
2022年2月24日、ロシアがウクライナに侵攻し、ロシア・ウクライナ戦争が大きく拡大した。侵攻当初、ゼレンスキーはアメリカからの避難の申し出を断った。アメリカはウクライナとゼレンスキーに別の手段で支援を行い、ウクライナ侵攻中に他のどの国よりも多くの援助を行った（ゼレンスキーの訪問時点で約500億ドル）。

## アメリカ合衆国訪問

### ジョー・バイデンとの会談
ゼレンスキーはポーランドのジェシュフ＝ヤションカ空港から、アメリカ空軍が政府高官の輸送に用いるC-40B型輸送機に搭乗し、ワシントン（アンドルーズ空軍基地）に向かった。途中、ロシアの潜水艦が展開しているとされる北海を通過する際には、NATOの偵察機がそのエリアで偵察を実施したほか、イギリスの空軍基地から離陸したアメリカ空軍のF-15が護衛した。
訪問中にゼレンスキーはジョー・バイデン大統領と会談した。バイデンは軍用機、弾道ミサイル、巡航ミサイルを迎撃できるパトリオットミサイルをウクライナへ供与することを確約した。パトリオット・システムは以前からウクライナが求めていたものであった。会談後の共同記者会見でバイデン大統領はウクライナは「決して孤立しない」と表明し「ウクライナの戦いは、さらに大きなものの一部だ」と説明したうえで、米国は「ロシアの侵略」に対抗し必要な限りウクライナを支援すると宣言した。さらにこの記者会見ではパトリオットを含む18.5億ドルの追加軍事支援を表明し「われわれの都市やエネルギーを攻撃する可能性というテロ手段をテロリスト国家から奪うことができる唯一の方法だ」と述べた。

### 議会での演説
バイデンとの会談後、ゼレンスキーはアメリカ合衆国議会の合同会議において英語での演説を行った。演説でゼレンスキーは「ウクライナは健在です」（"Ukraine is alive and kicking"）と述べ、ウクライナへの更なる援助を促し、アメリカのウクライナへの支援は施しではなく安全保障への投資だと述べ継続の必要性を訴えた。またウクライナへの支援に消極的な下院共和党議員にも協力の必要性を訴えた。演説後にゼレンスキーはバフムートの戦いで戦ったウクライナ兵のサインが入ったウクライナ国旗をカマラ・ハリス副大統領とナンシー・ペロシ下院議長に贈呈した。ペロシはそれに対し、その日に議会議事堂に掲揚されたアメリカ国旗をゼレンスキーに贈った。ゼレンスキーはこの国旗を携えて議場を後にした。

## 反応・その他
- 保守強硬派「フリーダム・コーカス（自由議連）」に属する共和党のアンディー・ビグス議員はゼレンスキーが訪米する数時間前に「もはやウクライナに白紙小切手は切らない」とツイートした[18]。また、強硬なローレン・ボーバートとマット・ゲイツ両下院議員はゼレンスキーの演説中、周囲が立ち上がって拍手を送る中でも座ったまま携帯電話に目を向けていたという[18]。
- ホワイトハウス近くには、ゼレンスキーにとってロシアの侵攻後初の出国となった今回の訪米への期待を寄せる親ウクライナの同国系米国人の活動家グループ数十人が集まった[21]。
- アメリカを離れたゼレンスキーはその後ポーランドへ赴きアンジェイ・ドゥダ大統領と会談した[22]。ドゥダ大統領のシュロット首席補佐官は「両首脳は約2時間にわたり会談した。ゼレンスキー大統領の訪米とウクライナ支援の重要性のほか、ポーランドとウクライナの二国間関係について協議した」とした[22]。
- AP通信は安全保障アナリストの言葉を引用して、「アメリカの関与を維持するというゼレンスキーの使命は難しいが、彼はその任務をこなしている」としている[23]。ニューヨークタイムズのデービッド・サンガーは「ゼレンスキーの真の目的は、「終わりが見えない紛争にこれ以上費やすことに抵抗のある少数派の共和党員にアピールする」ことで」あると主張した。そのためにゼレンスキーは、イランのロシアへの援助が最終的にはアメリカの同盟国であるイスラエルに影響を与えるかもしれないと議会に警鐘を鳴らし、ウクライナへの追加投資を躊躇う議員には、欧米の利益を守るためのより幅広い活動の一環と見なすように促した[24]。
- ロシア大統領府は訪米を受けてアメリカとウクライナがロシアの懸念に耳を傾けていないとの見解を示し、報道官のドミトリー・ペスコフは「遺憾ながら、バイデン大統領もゼレンスキー大統領もこれまでのところ、ロシアの懸念に耳を傾ける用意があるとみられるような言葉を少しも発していないと言える」「これは米国が事実上、ウクライナ人が最後の一人になるまでロシアとの間接的な戦争を続ける方針を示唆している」と述べた[25]。

## ギャラリー

2022年ワシントンD.C.訪問中のゼレンスキー
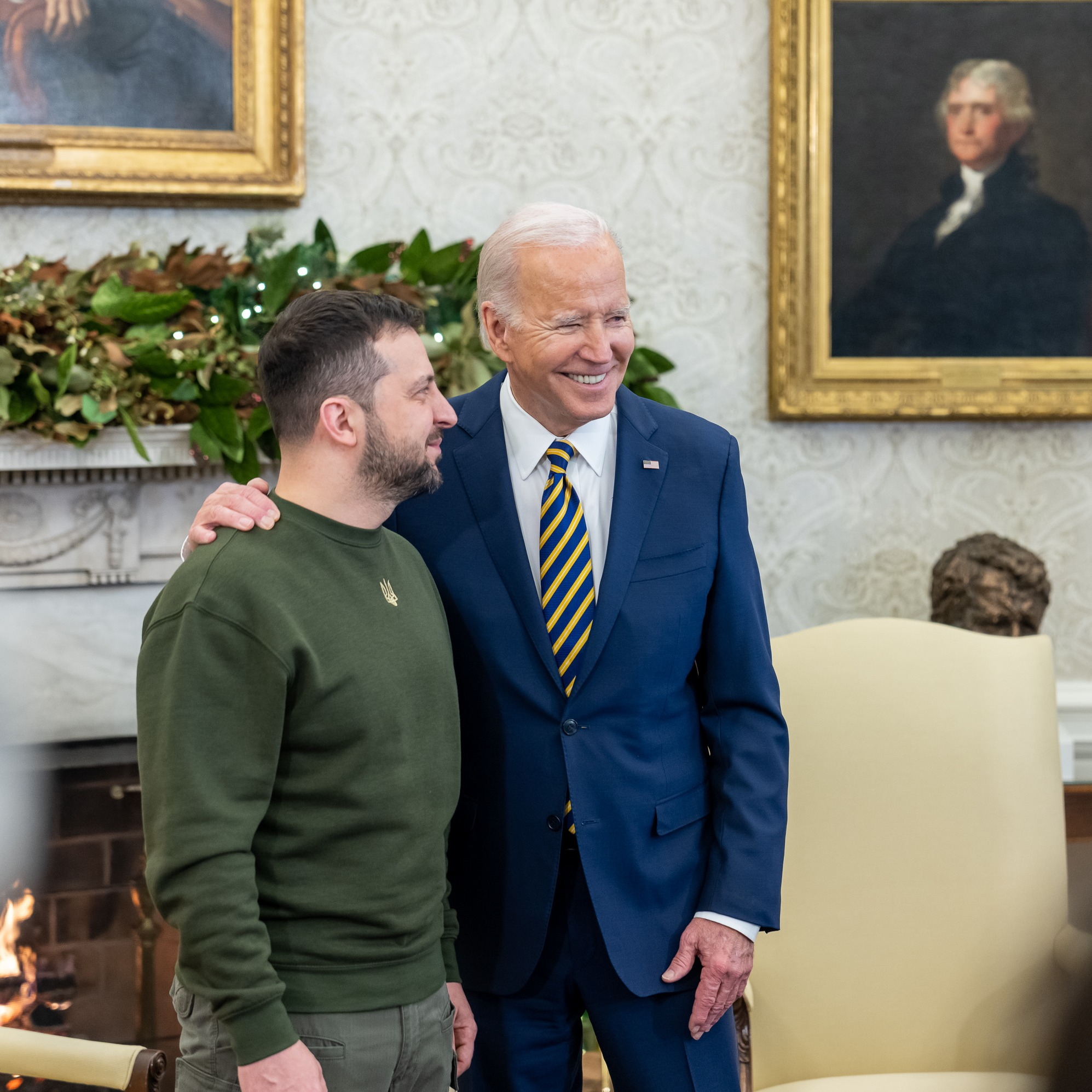
ジョー・バイデン大統領に迎えられるゼレンスキー
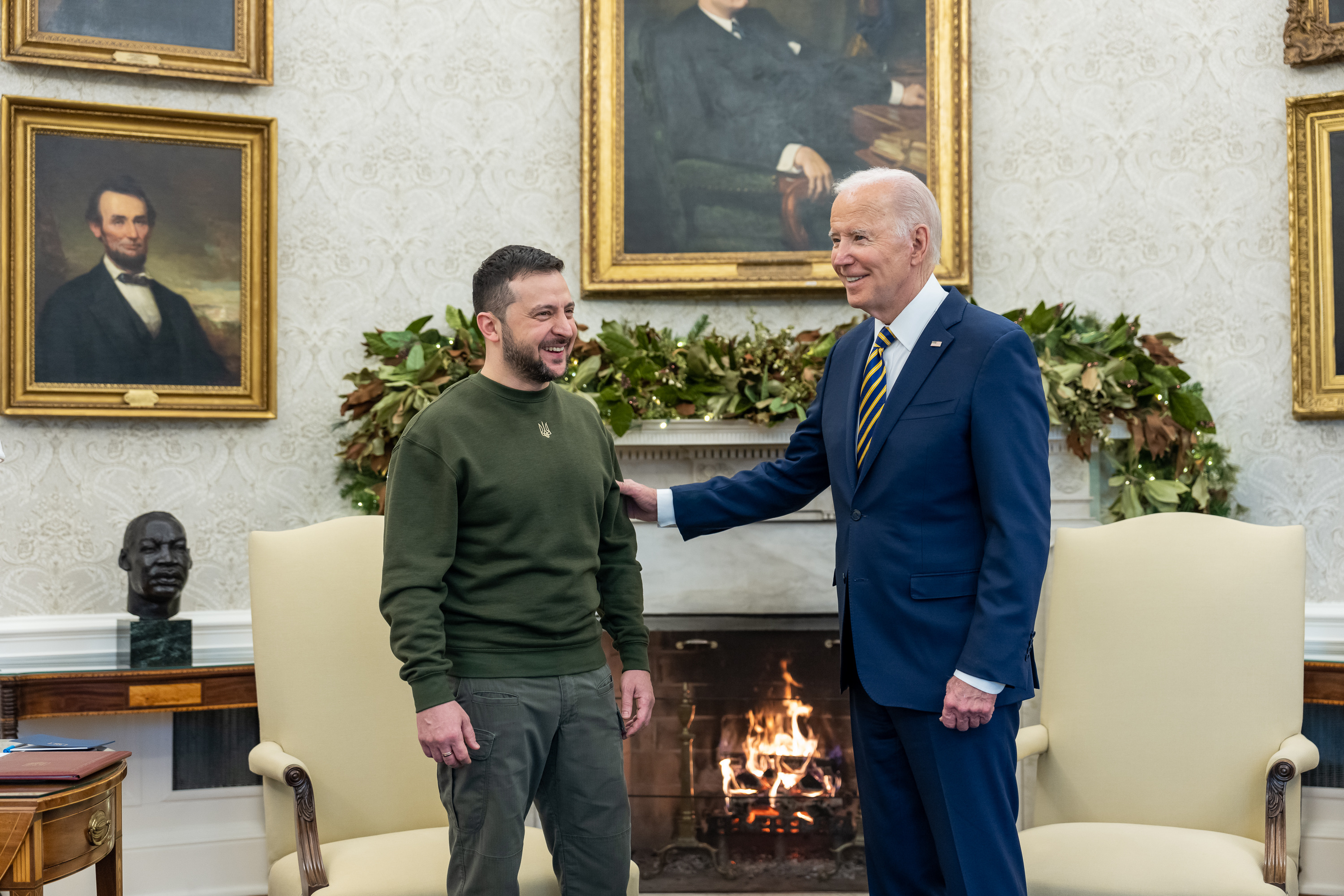
大統領執務室（英語版）でのバイデンとゼレンスキー
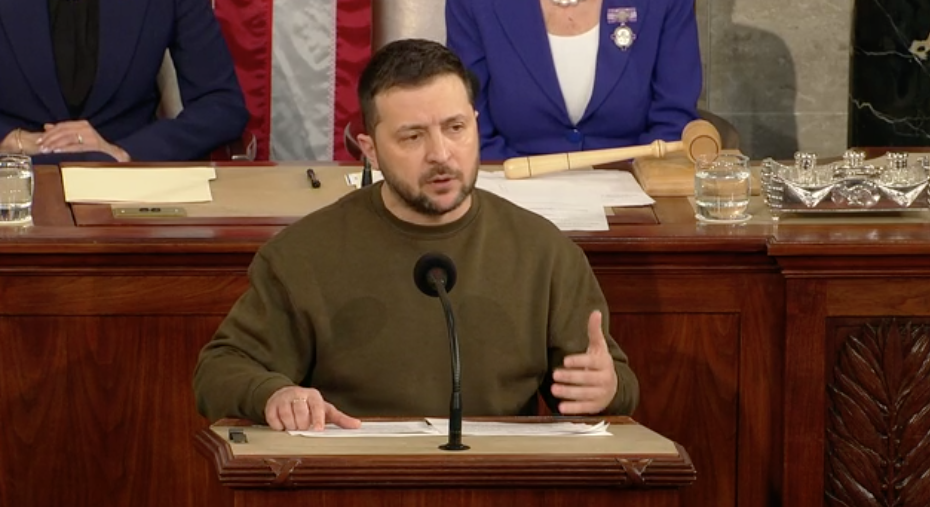
大統領執務室で挨拶するバイデンとゼレンスキー
- 合同会議で演説するゼレンスキー
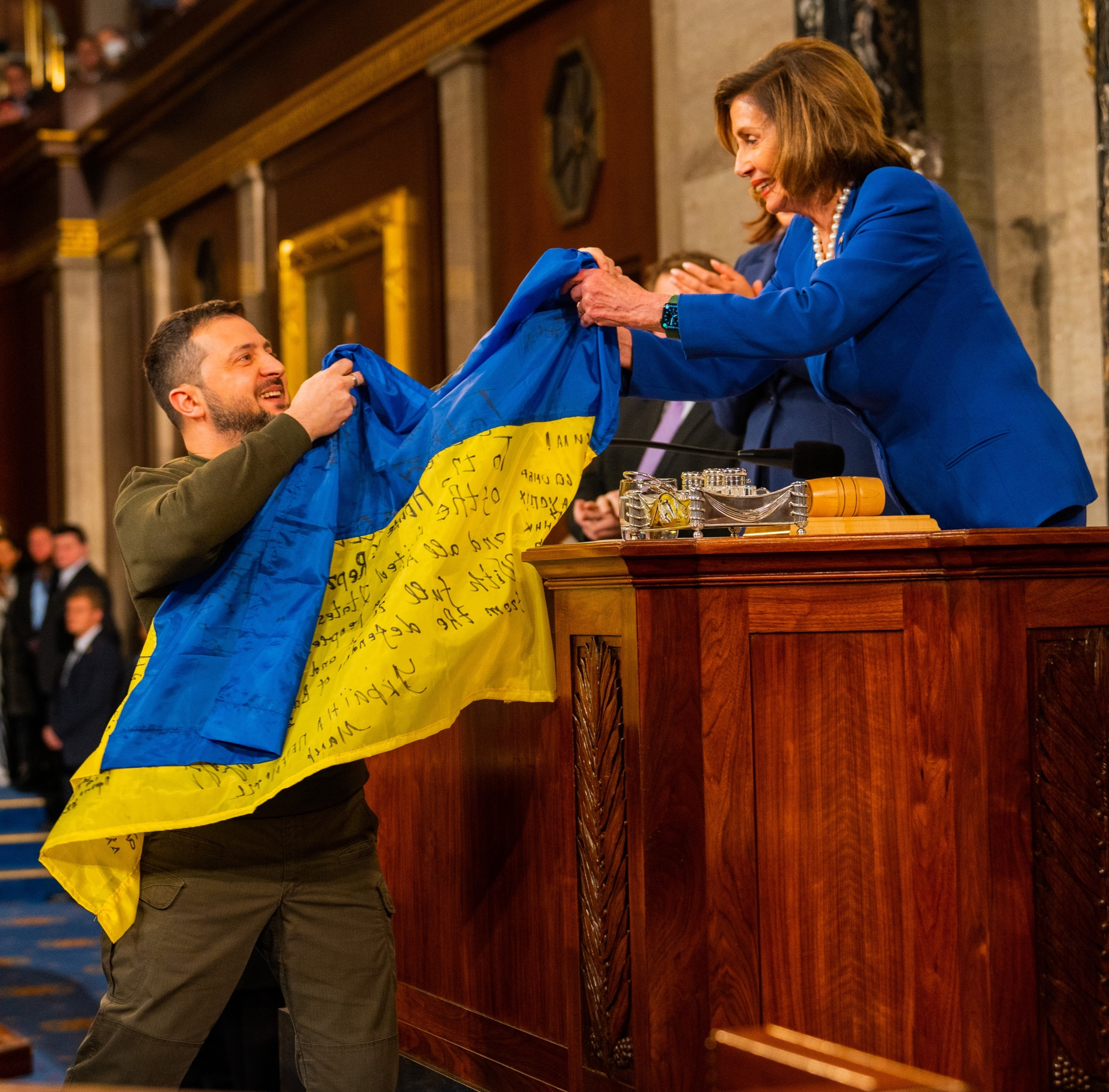
演説の最後にバフムートの戦いのウクライナ国旗を受け取るナンシー・ペロシ
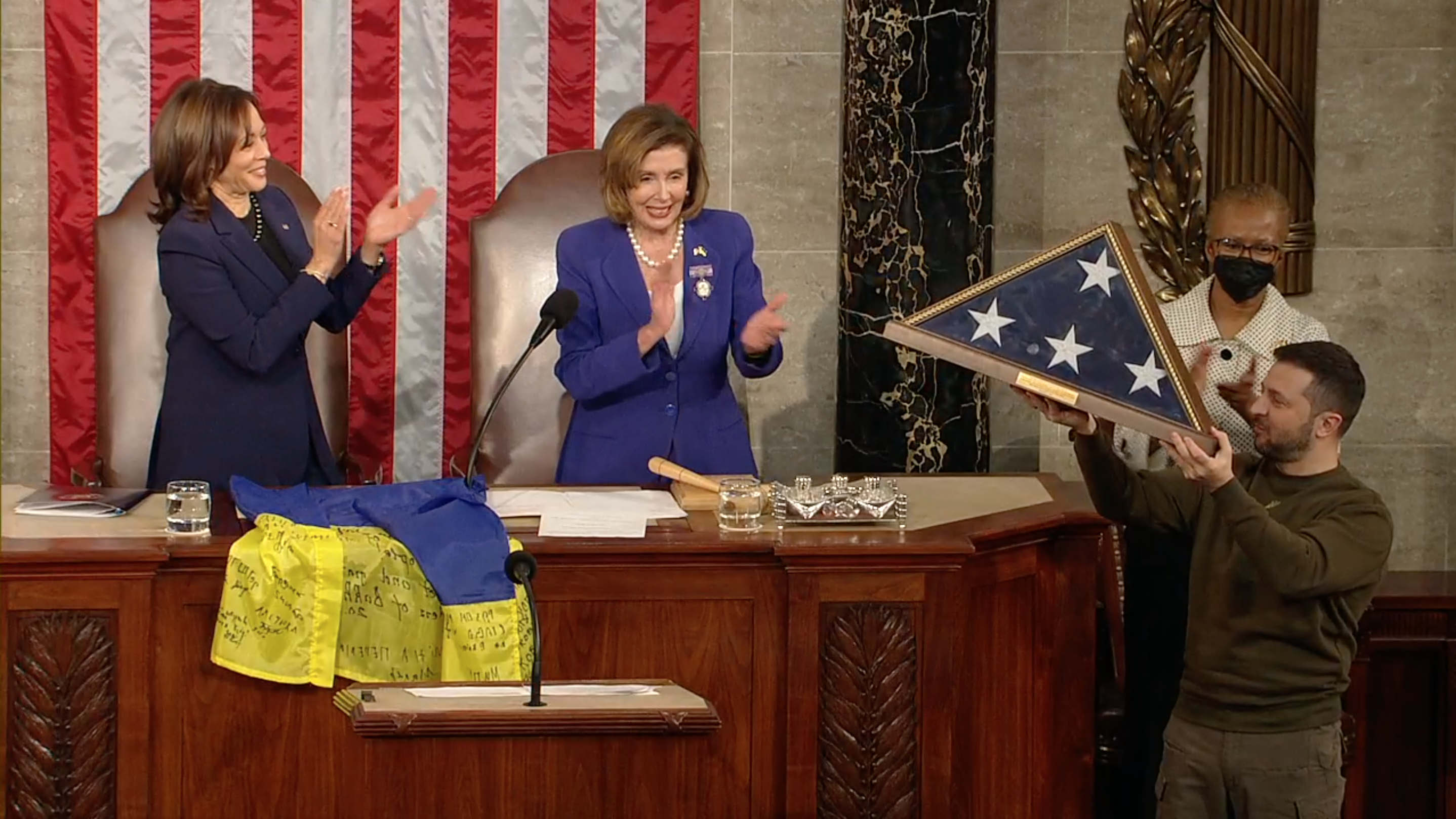
ペロシとカマラ・ハリス副大統領からアメリカ国旗を受け取るゼレンスキー